# لسلی آکرمن
لسلی آکرمن (انگلیسی: Leslie Ackerman؛ زادهٔ ۲ اوت ۱۹۵۶) یک هنرپیشه اهل ایالات متحده آمریکا است. وی بین سال‌های ۱۹۷۴ تا ۲۰۰۰ میلادی فعالیت می‌کرد.

## بخشی از فیلمشناسی
از فیلم‌ها یا برنامه‌های تلویزیونی که وی در آن نقش داشته‌است می‌توان به آثار زیر اشاره کرد.
- هاردکور (فیلم) (۱۹۷۹)